# درويد إنكريدايبل
درويد إنكريدايبل (بالإنجليزية: Droid Incredible)‏ هو هاتف ذكي من إتش تي سي يعمل بنظام أندرويد، تم طرحه في الأسواق في 29 أبريل 2010.

## الخصائص
- نظام التشغيل: أندرويد
- الكاميرا الأمامية: 8 ميجابكسل
- الشاشة: إل سي دي
- الوزن: 130 غرام (4.6 أونصة)
- المعالج: 1 جيجا هرتز
- الذاكرة: 512 ميجابايت
- التخزين: 8 جيجابايت